# Svatební palác v Ašchabadu
Svatební palác v Ašchabadu (turkmensky Bagt Köşg) v turkmenském hlavním městě Ašchabadu byl dokončen v roce 2011. Lze zde slavit svatby nebo svatby oficiálně registrovat u úřadů.

## Poloha
Budova se nachází mimo centrum města v jihozápadním Ašchabadu. V bezprostřední blízkosti se nachází fotbalový stadion v Ašchabadu, luxusní hotel Yyldyz a golfové hřiště. V okolí budovy je kruhový objezd.

## Historie budovy
Práce na svatebním paláci začaly v roce 2009 s cílem postavit budovu do 20. výročí vyhlášení nezávislosti Turkmenistánu v roce 2011. Stavba byla zadána turecké stavební společnosti Polimeks. Slavnostního otevření svatebního paláce se 1. listopadu 2011 se zúčastnil turkmenský prezident Gurbanguly Berdimuhamedow, který během slavnostního zahájení symbolicky zasadil strom.

## Architektura
Spodní část paláce je rozdělena do tří úrovní, z nichž každá představuje při pohledu shora osmihrannou hvězdu. Horní část tvoří zlatý glóbus o průměru 32 metrů, který ukazuje obrys Turkmenistánu. Každá stran glóbu je ozdobena osmibokou hvězdou. Ve spodní i v horní části budovy se nachází pět pater, navíc je pod budovou parkoviště. Vchody jsou ve všech čtyřech stranách paláce, okolí budovy obklopuje zeleň, stožáry na prapory, vodní prvky a prostorné zpevněné plochy.

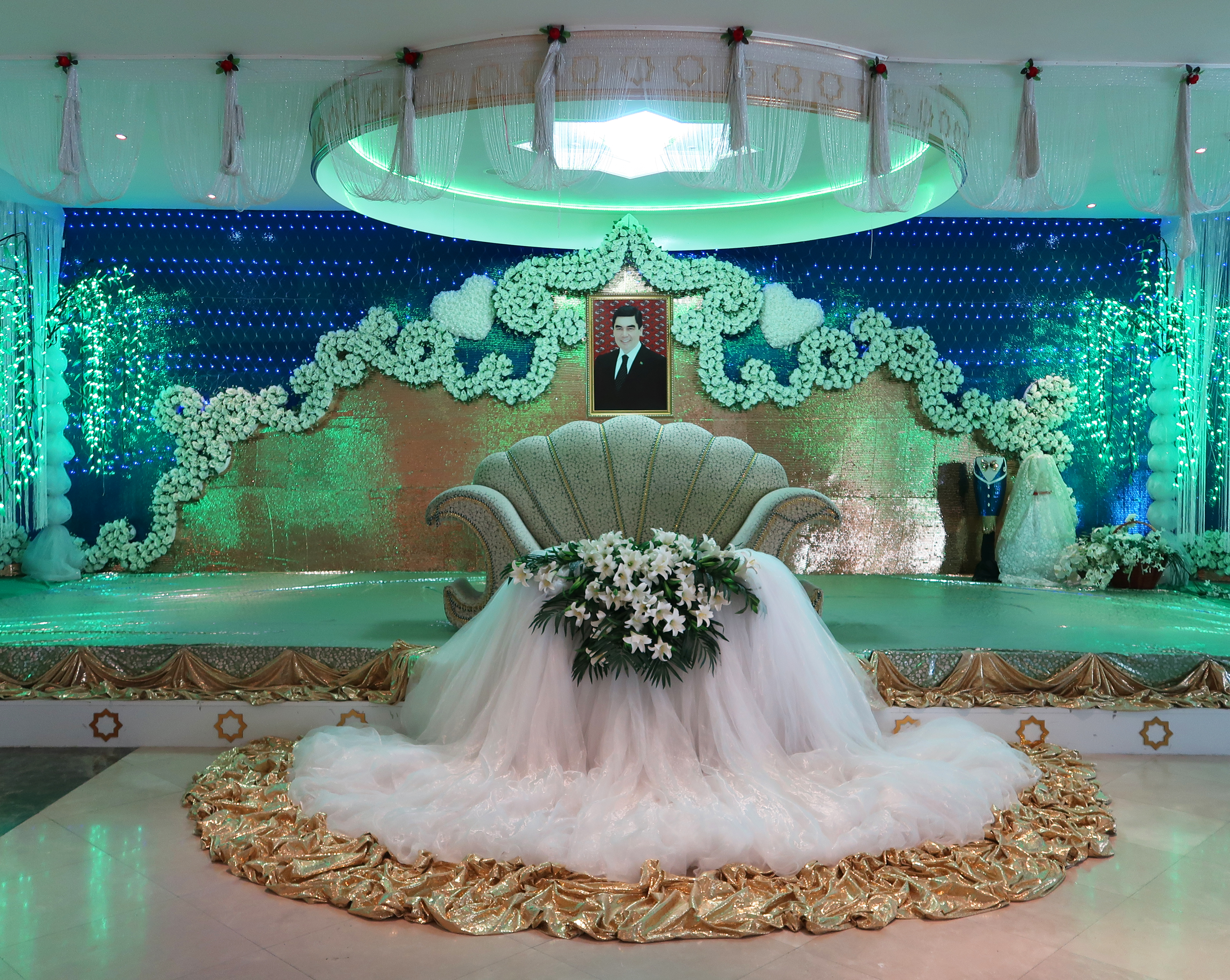
Slavnostní hala ve svatebním paláci, v pozadí portrét prezidenta Gurbanguly Berdimuhamedowa

V přízemí jsou tři velké svatební haly s kapacitou pět set až tisíc osob. Kromě toho jsou v paláci některé hotelové pokoje, obchody se svatební tematikou. V prvním patře se nachází jedenáct menších sálů a kavárna. Ve druhém patře je sedm jídelen s různou kapacitou. Ve třetím patře je sídlo úřadů, které registrují svatby a další kanceláře. Horní část budovy uvnitř kupole je nejluxusnější částí budovy, zde je další svatební síň, tzv. Bahtův pavilon, který je obzvlášť přepychově vybaven.

## Drobnosti
Vyjádřením kultu osobnosti turkmenského prezidenta Berdimuhamedova spočívá v tom, že páry, které se chtějí oddat ve svatebním paláci, musí mít svou svatební fotografii s portrétem prezidenta Gurbanguly Berdimuhamedowa.